# Stygodiaptomus petkovskii
Stygodiaptomus petkovskii là một loài động vật giáp xác thuộc họ Diaptomidae. Loài này có ở Bosnia và Herzegovina và Croatia.